# 高橋織子
高橋 織子（たかはし おりこ）は、日本のソプラノ歌手である。岩手県盛岡市出身。

## 経歴
- 国立音楽大学を卒業[1]。
- 国立音楽大学院を卒業[1]。
- 国立音楽大学院を博士後期課程在学[2]。
- 日本オペラ振興会オペラ歌手育成部第19期研究生修了[2]。
- 藤原歌劇団準会員[1]。
- 第19回日本声楽コンクール第1位[1]。
- 東京都知事賞受賞[1]。
- 盛岡市民賞受賞[2]。
- 第11回 日本モーツァルト音楽コンクール奨励賞[2]。
- 第12回 日本モーツァルト音楽コンクール奨励賞[2]。
- 第14回奏楽堂日本歌曲コンクール第3位[2]。
- 第10回多摩フレッシュ音楽コンクール第2位[2]。

## メディア出演など
- 題名のない音楽会 - （テレビ朝日、2010年8月29日、マリオ・ドラクエ・FF～大人気ゲーム音楽SPにゲスト出演[3]）
- PRESS START（2007年度[4][5]、2009年度[6]、2014年度[7]に出演）

## 参加作品
- エースコンバット・ゼロ[4]
- 大乱闘スマッシュブラザーズX[2] - テノール歌手・錦織健と共に「メインテーマ」「ファイアーエムブレムのテーマ」を担当[8][9]。
  - 大乱闘スマッシュブラザーズ for Wii U - 上記の「ファイアーエムブレムのテーマ」のみが続投。
  - 大乱闘スマッシュブラザーズ SPECIAL - 同上。